# Poland Spring

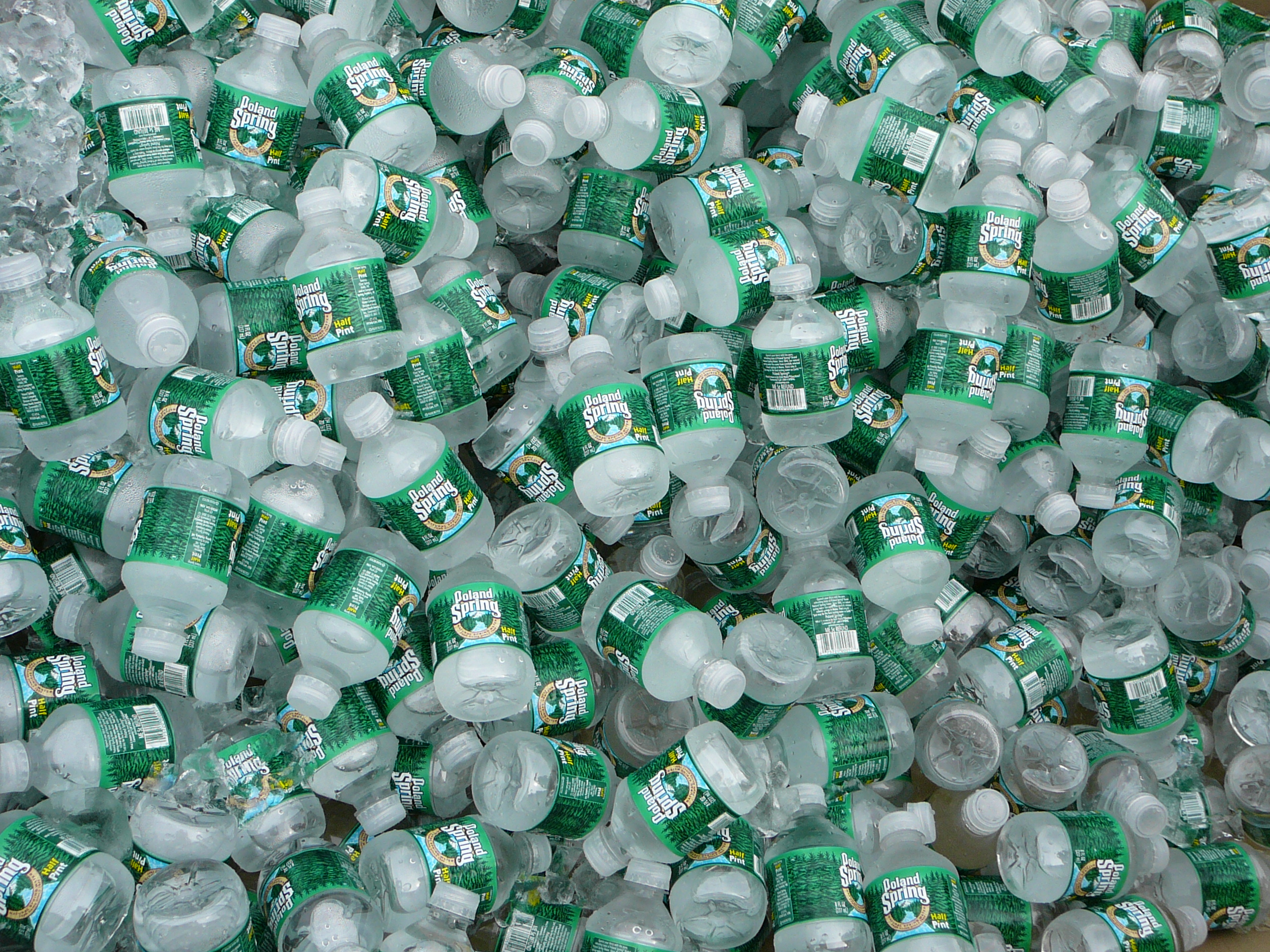
Butelki wody Poland Spring

Poland Spring – marka wody słodkiej, produkowana w stanie Maine przez spółkę zależną Nestlé, sprzedawana w Stanach Zjednoczonych. Firma produkująca wodę została założona w 1845 roku przez Hirama Rickera. Woda pochodzi z wielu źródeł w stanie Maine, w tym Poland Spring i Garden Spring w miejscowości Poland, jak również z Clear Spring w Hollis, Evergreen Spring we Fryeburg, Spruce Spring w Pierce Pond Township, White Cedar Spring w Dallas Plantation, Bradbury Spring w Kingfield. W 2007 przedsiębiorstwo będące właścicielem praw do marki Poland Spring oraz zajmujące się produkcją i sprzedażą wody przyjęło butelkę, do której wyprodukowania potrzeba 30% mniej plastiku. Podobna praktyka dotyczyła innych amerykańskich marek, należących do Nestlé Waters.
Poland Spring od wielu lat należy do ścisłej czołówki najlepiej sprzedających się marek wody butelkowanej w Stanach Zjednoczonych. Poland Spring była oficjalną butelkowaną wodą i sponsorem Maratonu w Nowym Jorku w 2013 roku, podczas którego dostarczono biegaczom 162 000 butelek wody (234 696 litrów).

## Skład mineralny[7]
| Nazwa           | Wzór chemiczny | Zawartość [mg/l] |
| Kationy         | Kationy        | Kationy          |
| --------------- | -------------- | ---------------- |
| wapniowy        | Ca2+           | 4,1              |
| sodowy          | Na+            | 1,5              |
| magnezowy       | Mg2+           | 1                |
| potasowy        | K+             | 0,5              |
| litowy          | Li+            | 0,5              |
| Aniony          |                |                  |
| wodorowęglanowy | HCO3-          | 396,5            |
| siarczanowy     | SO42-          | 5,3              |
| chlorkowy       | Cl-            | 1,6              |
| pozostałe       | pozostałe      | 37               |
| Razem           | Razem          | 447,5            |

## Początki
Według Towarzystwa Historycznego Maine marka ma swoje początki w końcowym okresie XVIII wieku. Jabez Ricker w 1794 kupił ziemię, a dwa dni po zawartej transakcji przygodny wędrowiec zapukał do jego drzwi, prosząc o śniadanie. Wielokrotne powtarzające się podobne przypadki doprowadziły do zrealizowania przez Rickera pomysłu otworzenia karczmy, którą założył w 1797 roku. W 1844 roku wnuk Jabeza, Hiram Ricker, pił dużo wody wydobywanej w pobliżu i przekonał się (stwierdził), że wyleczyła go z przewlekłych niestrawności. Karczma z czasem rozrosła się, a jej goście mieli również doceniać i zachwalać walory sprzedawanej w niej wody. W tym okresie leczenie wodami prawie wszystkich chorób było dość modne. Właściciel obiektu zauważył, że można rozwinąć działalność na dużo większą skalę i wkrótce w posiadłości Rickera zaczęto w sposób przemysłowy butelkować wodę. Na przełomie XIX i XX wieku karczma przekształciła się w wielki ośrodek, jednakże w 1930 rodzina Ricker straciła kontrolę nad firmą. Ośrodek w dalszym ciągu kontynuuje działalność, zapewniając duże profity jego właścicielom.